# Вероника ольтинская
Веро́ника о́льтинская (лат. Veronica oltensis) — многолетнее травянистое растение, вид рода Вероника (Veronica) семейства Подорожниковые (Plantaginaceae).

## Распространение и экология
Азия: Турция (Эрзурумский валайет, Олтунский саджак). Описан из окрестностей села Ольты.
Произрастает на скалах.

## Ботаническое описание
Корни тонкие, деревенеющие. Стебли многочисленные, ветвистые, приподнимающиеся, образующие рыхлую дернину. Всё растение очень коротко опушённое простыми, изогнутыми волосками.
Листья супротивные, в очертании яйцевидные, длиной 7—10 мм, перисторассечённые на 5—7 тупых продолговатых и яйцевидных долей, средняя, а иногда и боковые лопасти с двумя зубчиками при основании, на черешках длиной 3—5 мм; нижние — трёхлопастные.
Кисти боковые, рыхлые, малоцветковые. Цветоножки прямые, вдвое длиннее чашечек; прицветники продолговато-ланцетные, длиной около 3 мм, более чем вдвое короче цветоножек, почти голые, тупые. Чашечка четырёхраздельная, с неодинаковыми по длине и сросшимися при основании, продолговато-ланцетными долями, снаружи голая, изнутри с редкими короткими волосками; венчик голый, диаметром около 10 мм, отгиб венчика с четырьмя, попарно одинаковыми, яйцевидными долями. Тычинки почти наполовину короче венчика, с тёмными нитями и яйцевидными пыльниками.
Коробочка голая, длиной около 3 мм, округло-сердцевидная, на верхушке с небольшой выемкой, с лопастями, расположенными под прямым углом, у основания округлая, превышает чашечку. Семена эллиптические, длиной около 1 мм, шириной 0,5 мм, суженные к основанию, тупые на верхушке, гладкие, лодочковидно-вогнутые.

## Таксономия
Вид Вероника ольтинская входит в род Вероника (Veronica) семейства Подорожниковые (Plantaginaceae) порядка Ясноткоцветные (Lamiales).
|  |                                      |  |                                                             |                                                             |                          |  | ещё 21 семейство (согласно Системе APG II) | ещё 21 семейство (согласно Системе APG II) |                         |  |  |  | ещё от 300 до 500 видов |
|  |                                      |  |                                                             |                                                             |                          |  | ещё 21 семейство (согласно Системе APG II) | ещё 21 семейство (согласно Системе APG II) |                         |  |  |  | ещё от 300 до 500 видов |
|  |                                      |  |                                                             | порядок Ясноткоцветные                                      |                          |  |                                            |                                            | род Вероника            |  |  |  |                         |
|  |                                      |  |                                                             | порядок Ясноткоцветные                                      |                          |  |                                            |                                            | род Вероника            |  |  |  |                         |
|  | отдел Цветковые, или Покрытосеменные |  |                                                             |                                                             | семейство Подорожниковые |  |                                            |                                            | вид Вероника ольтинская |  |  |  |                         |
|  | отдел Цветковые, или Покрытосеменные |  |                                                             |                                                             | семейство Подорожниковые |  |                                            |                                            |                         |  |  |  |                         |
|  |                                      |  | ещё 44 порядка цветковых растений (согласно Системе APG II) | ещё 44 порядка цветковых растений (согласно Системе APG II) |                          |  |                                            | ещё 90 родов                               | ещё 90 родов            |  |  |  |                         |
|  |                                      |  |                                                             | ещё 44 порядка цветковых растений (согласно Системе APG II) |                          |  |                                            |                                            | ещё 90 родов            |  |  |  |                         |